# Flyright Records
Flyright Records is een Brits platenlabel, dat zich gespecialiseerd heeft in het opnieuw (op cd) uitbrengen van blues- en jazz-opnamen die eerder op schellak-platen verschenen. Ook brengt het label niet eerder verschenen opnames uit, alsook muziek van hedendaagse musici. Het label werd in 1970 opgericht door blues-specialist Bruce Bastin, die tot op de dag van vandaag de leiding heeft over Flyright Records. Zijn onderneming Interstate Music omvat overigens nog andere platenlabels, waaronder Magpie Records. Artiesten wier opnamen op het label uitkwamen zijn onder meer Mississippi John Hurt, Champion Jack Dupree, Ink Spots, Pete Seeger, Ralph Sutton, Harry James en Five Blind Boys from Alabama.